# Winnetka
Winnetka é uma aldeia localizada no estado americano de Illinois, no Condado de Cook.

## Demografia
Segundo o censo americano de 2000, a sua população era de 12.419 habitantes.
Em 2006, foi estimada uma população de 12.433, um aumento de 14 (0.1%).

## Geografia
De acordo com o United States Census Bureau tem uma área de 10,1 km², dos quais 9,9 km² cobertos por terra e 0,2 km² cobertos por água.

## Localidades na vizinhança
O diagrama seguinte representa as localidades num raio de 8 km ao redor de Winnetka.